# Stadio Wankdorf

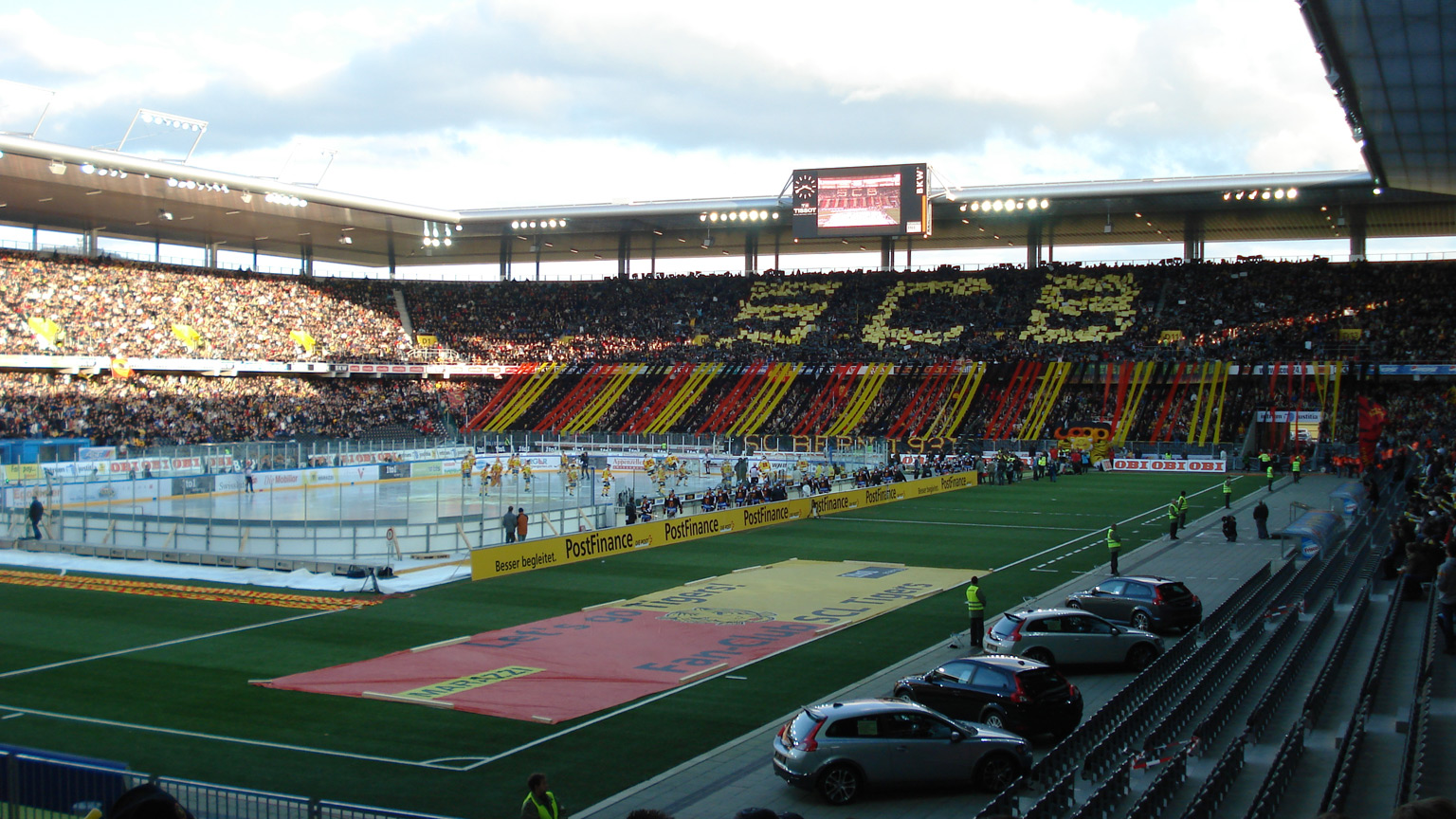
Immagine della partita di Hockey su ghiaccio disputata nello stadio il 14 gennaio 2007.

Lo stadio Wankdorf (in tedesco Stadion Wankdorf), noto dal 2005 al 2020 come Stade de Suisse (it. Stadio di Svizzera), è un impianto calcistico di Berna, situato nel quartiere di Wankdorf. 
Di proprietà della società calcistica Berner Sport Club Young Boys, è sede degli incontri interni della sua prima squadra dalla stagione 2005-2006. Secondo stadio svizzero per capienza con 32 000 spettatori, nonché il primo del proprio cantone, sorge sulla stessa area del preesistente e demolito Wankdorfstadion, di cui riutilizza parte delle strutture.

## Storia

### Progetto e realizzazione

Logo stadio

È nel 2001 la delibera del consiglio di amministrazione della Berner Sport Club Young Boys S.p.A. con cui è stata approvata la costruzione del nuovo stadio al posto del vecchio Wankdorfstadion. Il progetto è stato affidato agli studi Marazzi Generalunternehmung AG. I lavori di demolizione del Wankdorfstadion sono terminati nell'agosto 2001, e hanno consentito il recupero di tutta la parte interrata del vecchio stadio, compresa la zona del campo di gioco.
Lo Stade de Suisse può ospitare quasi 32.000 spettatori. L'accesso, privo di barriere architettoniche, avviene da cinque ingressi posti tutti nel lato destro. La posizione è favorevole: a circa tre chilometri di distanza dal centro di Berna, lo stadio è ben collegato con i mezzi pubblici, tra i quali il treno, l'autobus e il tram.
Inoltre lo stadio ingloba una vasta area, costituita da 640 posti auto, un business center e un centro commerciale. All'interno ci sono anche due spogliatoi, un museo dedicato alla storia del Young Boys, due ristoranti, un bar e un piccolo salone.

### Inaugurazione
Lo Stade de Suisse è stato inaugurato il 30 luglio 2005 in concomitanza con i festeggiamenti per la festa nazionale, con una cerimonia durata tre giorni alla presenza del ministro elvetico dello sport Samuel Schmid, che ha visto il culmine in una triangolare contro lo Stoccarda e l'Udinese. Nonostante ciò la prima partita fu disputata il 16 luglio dello stesso anno, tra i padroni di casa dello Young Boys e l'Olympique Marsiglia. La sfida fu vinta da questi ultimi per 2-3, ma alla partita assistettero solo 14.000 spettatori, perché era considerata un "test infrastrutturale".
| Arbitro: | Thomson (Paisley) |

|                        |           |                               |
| Raimondi 61’ Yakin 74’ | Marcatori | 15’ Oruma 35’ Niang 82’ Taiwo |

### Partite
Siccome lo stadio del FC Thun non era idoneo per le partite di Champions League, quest'ultima ha utilizzato l'impianto di Berna per le proprie partite casalinghe nella massima competizione europea. In occasione del campionato europeo di calcio 2008, svolto in Austria ed in Svizzera, viene scelto per ospitare alcune partite del gruppo C.
Il 14 gennaio 2007 si è tenuta una partita di hockey su ghiaccio su una superficie ghiacciata montata per l'occasione al centro del terreno di gioco. Si è disputato il derby, valido per il campionato nazionale di hockey su ghiaccio, tra il Berna ed il Langnau Tigers alla presenza di 30.057 spettatori, quasi il doppio di quelli ospitabili nel palazzo del ghiaccio di Berna.
Il 12 ottobre 2012 lo stadio giallonero aveva accolto per la prima volta in una gara ufficiale la nazionale svizzera, che ha pareggiato contro la Norvegia (1-1) in un incontro valido per le qualificazioni ai mondiali 2014. Lo Stade ha ospitato sei finali della Coppa Svizzera, nel 2006, 2009, 2012, 2013, 2014 e 2018.

## Caratteristiche
Questo stadio è stato costruito seguendo una moderna concezione di stadio; infatti la struttura non è utilizzata solo per le partite, ma ospita numerose infrastrutture sociali, aperte tutti i giorni, come un ristorante di 2.500 m2 e un centro commerciale, ed è un modello per i nuovi stadi europei in via di costruzione.
Inoltre durante la sua costruzione sono stati integrati nella copertura dei pannelli fotovoltaici, che garantiscono una produzione annuale di 700.000 kWh. È il più grande impianto del mondo a pannelli solari installato in uno stadio.

## Incontri del campionato europeo 2008
Lo stadio ha ospitato le seguenti partite della fase a gironi del campionato d'Europa 2008, organizzato da Austria e Svizzera:
- Paesi Bassi -  Italia 3-0 (Gruppo C, 9 giugno)
- Paesi Bassi -  Francia 4-1 (Gruppo C, 13 giugno)
- Paesi Bassi -  Romania 2-0 (Gruppo C, 17 giugno)

## Concerti
Allo stadio di Wankdorf hanno luogo fino a tre concerti all'anno. In occasione dei concerti rock l'impianto può ospitare fino a 45 000 spettatori, secondo le dimensioni del palco. Tra gli altri si sono esibiti qui Robbie Williams, Bon Jovi, Bruce Springsteen, Pink, Muse, Herbert Grönemeyer, AC/DC e Red Hot Chili Peppers.